# Florencio Ballarín Causada
Florencio Manuel Ballarín y Causada (Sariñena, Huesca, 11 de mayo de 1801 - Zaragoza, 21 de junio de 1877) fue un naturalista, médico y botánico español.

## Biografía
Florencio Manuel Ballarín Causada nació en Sariñena el 11 de mayo de 1801, hijo del noble infanzón Manuel Simeón Ballarín y Mirallas y de Joaquina Causada y Abarca, y por tanto, sobrino del médico y catedrático José Ignacio Causada. Pertenecía a una familia de infanzones. 
Se licenció en Filosofía, fue maestro en Artes, doctor en Medicina, Farmacia y Ciencias. Fue nombrado catedrático de Física, Patología General, Terapéutica y Matemáticas en la Universidad de Huesca. Más tarde fue trasladado a Zaragoza, donde fue nombrado sustituto de la cátedra de Botánica, interino de Historia Natural y, desde 1846, propietario de la misma asignatura hasta su fallecimiento.
En su etapa como profesor universitario, desarrolló una importante labor docente; defensor de la enseñanza objetiva y experimental. Algunos de sus alumnos más destacados fueron Ramón y Cajal y Francisco Loscos Bernal que siempre recordaron sus enseñanzas con veneración.
Formó una completa colección de plantas, insectos y minerales destinada al Gabinete de Historia Natural . Fue director del Jardín Botánico de Zaragoza , decano de las facultades de Filosofía, Medicina y Ciencias, vicepresidente de la Real Academia de Medicina y rector de la Universidad de Zaragoza. Miembro de numerosas sociedades científicas españolas y extranjeras. Su colección de plantas medicinales fue premiada en la Exposición Agrícola de Madrid en 1858. En la epidemia colérica de 1834 dirigió uno de los hospitales de coléricos que se habilitaron en Zaragoza. Dejó inédita una cuidada obra de Historia Natural.
Es autor de las siguientes obras: La importancia y el progreso de las Ciencias (1853) y Memoria sobre el Jardín Botánico de Zaragoza y su primer profesor D. Pedro Gregorio de Echeandía (en colaboración con Manuel Pardo Bartolini, 1856).
Su nieto, el abogado Gabriel de la Escosura y Ballarín publicó entre otras obras la Guía Notarial de España.